# Léon Fleuriot
Léon Fleuriot (5 de abril de 1923 - 15 de marzo de 1987) fue un lingüista francés especializado en lenguas celtas: bretón antiguo, galés e irlandés, y su historia, particularmente la de la Bretaña Galo-Romana y la de la Alta Edad Media.

## Biografía
Nació el 5 de abril de 1923 en Morlaix, Bretaña, en el seno de una familia originaria de la región de Quintin. Estudió bretón en su juventud y, en 1950, comenzó su labor universitaria como agregado. Impartió docencia en los licéos y colegios de París y en los suburbios circundantes, así como en el Pritaneo Nacional Militar de La Flèche. Entró en Centro Nacional de Investigaciones Científicas en 1958 y obtuvo su doctorado en la Universidad de la Sorbona  en 1964, defendidendo la tesis titulada Le vieux-breton, éléments d'une grammaire, "bretón antiguo, elementos de la gramática", junto con una tesis complementaria, Dictionnaire des gloses en vieux-breton o "Diccionario de glosas en bretón antiguo".  
En 1966, Fléuriot fue nombrado presidente de Estudios Celtas en la Universidad de Rennes 2 y, al mismo tiempo, director de investigación en la Escuela Práctica de Estudios Superiores de París. Contribuyó enormemente al desarrollo de los estudios sobre el idioma bretón a nivel universitario.
Su libro, Les origines de la Bretagne, "Los orígenes de Bretaña", defendía que existieron dos tipos de inmigración británica hacia Bretaña y argumentó que la leyenda del Rey Arturo surgió a través del líder Romano-Británico, Ambrosio Aureliano, conocido como Riothamus en la Galia. Fleuriot entró en conflicto con François Falc'hun quien afirmaba que el bretón era esencialmente nativo de la Galia, siendo más tarde influido por el idioma hablado por los inmigrantes britones.
Falleció de forma repentina en París el 15 de marzo de 1987, dejando muchos de sus estudios sin acabar.

## Publicaciones
- Le vieux breton, Éléments d'une grammaire, Paris, Klincksieck, 1964.
- Dictionnaire des gloses en vieux breton, Paris, Klincksieck, 1964.
- A Dictionary of old breton - Dictionnaire du vieux breton, Toronto, Prepcorp Limited, 1985. Aparentemente, una reedición de una publicación de 1964.
- Les origines de la Bretagne, Librairie Payot, Paris,1980.
- Notes lexicographiques et philologiques (colección de artículos publicados en la revista "Estudios célticos", recopilados por Gwennole Le Menn), Skol, 1997.
- Artículos en Annales de Bretagne, Bulletin de la Société archéologique du Finistère, Études celtiques, Hor Yezh.

### Contribuciones
- Récits et poèmes celtiques, con Jean-Claude Lozac'hmeur, prólogo de Pierre-Jakez Hélias, Paris, Stock, 1981
- L'histoire littéraire et culturelle de la Bretagne (volume 1), Paris, Genève, 1993

## Literatura
- Gwennolé Le Menn (ed.) Bretagne et pays celtiques: langues, histoire, civilisation, Mélanges offerts a la mémoire de Léon Fleuriot. Rennes, 1992, ISBN 2-86847-062-9

- Datos: Q1379264